# Марія Веннерстрем
Марія Веннерстрем  (швед. Maria Wennerström, 10 квітня 1985) — шведська керлінгістка, олімпійська медалістка, призерка чемпіонатів світу, дворазова чемпіонка Європи.
У команді Маргарети Сігфрідссон грає другою.

## Виступи на Олімпіадах
| Олімпіада | Дисципліна | Місце |
| --------- | ---------- | ----- |
| Сочі 2014 | Керлінг    | 2     |